# Jaz ne grem v šolo
Jaz ne grem v šolo je deveti album slovenskega kantavtorja Adija Smolarja, izdan pri založbi Nika Records leta 2000 v obliki zvočnega CD-ja in kasete.
V primerjavi z njegovimi prejšnjimi albumi je bil Jaz ne grem v šolo namenjen mlajšemu občinstvu, natančneje osnovnošolcem.

## Seznam pesmi
Vse pesmi je napisal in uglasbil Adi Smolar.
| Št.             | Naslov                      | Dolžina |
| --------------- | --------------------------- | ------- |
| 1.              | „Jaz ne grem v šolo‟        | 3:40    |
| 2.              | „Če bi živeli v pradavnini‟ | 3:09    |
| 3.              | „Čiki čiki‟                 | 3:45    |
| 4.              | „Gremo v lunapark‟          | 3:24    |
| 5.              | „Jurčkova pesem‟            | 3:07    |
| 6.              | „Na cesti nisi nikdar sam‟  | 3:41    |
| 7.              | „Šola, da se ti zrola‟      | 2:49    |
| 8.              | „Kul kul kul‟               | 3:37    |
| 9.              | „Jutri bo bolje‟            | 3:19    |
| 10.             | „Uspavanka‟                 | 3:19    |
| Skupna dolžina: | Skupna dolžina:             | 33:57   |

## Zasedba
- Adi Smolar — vokal, kitara